# Batalha de Argentorato
A Batalha de Argentorato (em latim: Argentoratum), por vezes referida como batalha de Estrasburgo, ocorreu em agosto de 357 nas imediações de Argentorato (atual Estrasburgo), opondo o exército romano comandado por Juliano à confederação das tribos alamanas comandada por Conodomário.

## Antecedentes
De acordo com os registros do historiador do império romano Amiano Marcelino, o imperador romano Constâncio II enviou seu sobrinho Juliano com o comandante do exército Barbácio para Augusta Ráurica (atual Kaiseraugst, Suíça), a fim de derrotar os alamanos. Devido à revolta dos letos e por culpa de Barbácio, que não propiciou a Juliano nenhum sucesso, os alamanos conseguiram, dirigidos pelo rei da gau Conodomário, pôr o numericamente superior exército romano em fuga. Os alamanos utilizaram esta oportunidade e ocuparam diversas cidades da margem esquerda do rio Reno, desde Argentorato até Antúnaco (Andernach), conquistando na passagem Tabernas de César (Saverne), Noviômago Nemeto (Espira), Borbetômago (Worms), Mogoncíaco (Mainz), Bíngio (Bingen am Rhein) e Confluentes (Coblença).

## Curso da batalha

Disposição no início da batalha

Encontro dos soldados de infantaria

Os reis alamanos Hortário, Suomário, Ur, Ursicino e Vestralpo, dez sub-reis e muitos nobres, sob a liderança de Conodomário e seu sobrinho Agenarico (Serapião) juntaram seus exércitos e partiram contra Juliano, a fim de reafirmar seu domínio da margem esquerda do Reno. Juliano estava postado contra um exército de cerca de 35 000 alamanos, composto por várias sub-tribos; é provável que este número seja muito exagerado, inventado para destacar a importância da vitória romana. Provavelmente os dois exércitos tinham número equivalente de combatentes, e o número 35 000 refere-se ao número total dos alamanos envolvidos na guerra. Um desertor do exército batido de Barbácio disse aos alamanos que na verdade Juliano tinha cerca de 13 000 soldados. Assim, convencido de suas vitórias anteriores e sua superioridade em soldados, os alamanos enviaram mensageiros a Juliano, que o intimaram a deixar a terra que haviam conquistado com bravura e armas. A margem esquerda do rio Reno seria então dos alamanos. Juliano caçoou dos enviados, os tomou como prisioneiros, contrariando então os costumes habituais, e decidiu partir para a guerra, reunindo todo o exército germânico.
Juliano marchou com seu exército, no qual também serviam tropas auxiliares celtas e germânicas, partindo de Tabernas de César para Argentorato, abastecendo-se no caminho dos campos dos agricultores alamanos. Nas imediações de Argentorato os romanos já eram aguardados pelos alamanos preparados para a luta, que já haviam cruzado o rio Reno durante três dias e noites. Ambos os adversários organizaram suas ordens de batalha. Os romanos puseram a sua cavalaria na ala direita, e Conodomário montou sua cavalaria na retaguarda, na ala esquerda. Ainda antes de a batalha começar, a infantaria dos alamanos intimou seus sub-reis a descerem dos cavalos, de modo que não conseguissem fugir em situação de risco. Claramente os germanos não estavam convencidos de que poderiam vencer o combate contra um exército romano regular. Conodomário deu um bom exemplo, e os outros reis também desmontaram de seus cavalos.
Os alamanos conseguiram rechaçar inicialmente a cavalaria romana, pondo-a em fuga. Em seguida os soldados entraram em confronto direto e a batalha estagnou. De acordo com Amiano Marcelino entraram em luta inimigos igualmente capacitados, os alamanos com sua grande força física, estatura, selvagens e tempestuosos, contra os bem-treinados, equipados e experientes soldados romanos. Finalmente a experiência e a disciplina elevada do exército romano decidiu a batalha. À medida que a superioridade dos romanos ficou clara, Conodomário e seu sobreviventes alamanos tentaram fugir cruzando o rio Reno. Os romanos seguiram a fuga desordenada dos alamanos e os cercaram contra o rio Reno. Entretanto é incerto se realmente mais de 6 000 germanos foram mortos no campo de batalha. Muitos historiadores modernos indicam que este foi o contingente total dos alamanos, portanto numericamente inferior aos romanos.
Conodomário também tentou fugir, atravessando o rio Reno para retornar à sua terra natal, mas foi reconhecido e detido com três amigos próximos e duzentos acompanhantes de uma coorte romana. Conodomário se rendeu e implorou a Juliano por misericórdia; foi mandado perante o imperador para Roma e morreu mais tarde em um acampamento no Monte Célio.
Do lado romano aparentemente apenas 243 soldados e quatro tribunos militares foram mortos. Do lado dos alamanos foram mortos de acordo com Amiano Marcelino 6 000 combatentes (Amm. XVI. 12,63), de acordo com Libânio foram 8 000 os soldados mortos, e um número aproximadamente igual morreu - de acordo com Zósimo - afogado no rio Reno. Enquanto o número de mortos romanos pode ser o realmente ocorrido, as perdas do alamanos, como já mencionado, são provavelmente exageradas. Juliano assinou contratos de paz com os reis alamanos envolvidos na batalha, e relativamente à gravidade da resistência foram contra os mesmos tomadas severas medidas.
É de se destacar que Juliano escreveu um livreto sobre a batalha, em plena imitação dos comentários de Júlio César, onde Juliano relatou com muito menor discrição o sucesso da campanha. O livreto foi perdido, mas por exemplo Eunápio se refere a ele. Provavelmente foi também fonte de referência para Amiano Marcelino. Na corte imperial foi recebido com pouco entusiasmo, sendo que Juliano batalhou na Gália apenas em nome de Constâncio II.
Mais importante que a vitória romana em Argentorato foram as campanhas de Juliano posteriores sobre a área à direita do rio Reno, com as quais os romanos forçaram os príncipes alamanos a declarar a paz e se submeterem provisoriamente ao domínio romano. Os alamanos sobreviventes da Batalha de Argentorato que voltaram para seus gaus não sentiram-se obrigados a se render às condições de capitulação de Conodomário. Juliano construiu uma ponte nas imediações de Mogoncíaco e uma construção na margem direita. Reconstruiu algumas fortificações no lado inimigo e saqueou a área dos alamanos. Somente depois da morte de Juliano na guerra contra o Império Sassânida os alamanos voltaram a atacar a Gália Romana.